# Marek Kudła (bokser)
Marek Kudła (ur. 6 lutego 1946 w Kielcach) – polski pięściarz, medalista mistrzostw kraju.
W 1965 roku w Krakowie zdobył swój pierwszy medal mistrzostw Polski. W kategorii 57 kg dotarł do półfinału, w którym przegrał z Henrykiem Mielczewskim. Dwa lata później w Łodzi został wicemistrzem kraju – w eliminacjach pokonał Mielczewskiego, następnie zwyciężył Martyniuka, natomiast w półfinale wygrał z Andrzejem Sosnowskim. W pojedynku decydującym o złotym medalu został pokonany przez Jana Prochonia.
W 1968 w Poznaniu wywalczył drugi brązowy medal mistrzostw Polski. W eliminacjach pokonał Grzegorza Bohosiewicza, następnie zwyciężył Witolda Magdziaka. W półfinale został pokonany przez Ryszarda Marciniaka. Dwa lata później ponownie wywalczył brąz, tym razem w 1/2 finału przegrał z Janem Wadasem. W 1971 w Katowicach po raz czwarty odpadł w półfinale – został pokonany przez Jana Żeleźniaka.
Był wychowankiem i zawodnikiem Błękitnych Kielce. Po zakończeniu kariery sportowej wyjechał na stałe do Australii.